# Аллен, Дэвид (консультант)
Дэвид Аллен (англ. David Allen) (род. 28 декабря 1945) — эксперт, консультант в вопросах управления временем и личной продуктивности. Аллен — создатель популярного метода повышения личной эффективности Getting Things Done (GTD), автор нескольких книг в этой области.

## Список произведений
- Аллен Д. Как привести дела в порядок: искусство продуктивности без стресса = Getting Things Done: The Art of Stress-Free Productivity. — М.: Вильямс, 2007. — С. 368. — ISBN 978-5-8459-1234-3.
- Allen, David (2001). Getting Things Done: The Art of Stress-Free Productivity. New York: Penguin Putnam. ISBN 0-670-89924-0.
- Allen, David (2003). Ready for Anything: 52 Productivity Principles for Work and Life. New York: Viking Books. ISBN 0-670-03250-6.